# Велики Тјутерс
Велики Тјутерс (рус. Большой Тютерс; фин. Tytärsaari; швед. Tyterskär) малено је руско острво у источном делу акваторије Финског залива Балтичког мора. Острво административно припада Кингиспешком рејону Лењинградске области.
Острво има површину од 8,3 км², готово је округлог облика пречника око 2,5 километара. Северозападно се налази острво Гогланд, док је на неких 15 километара југозападно острво Мали Тјутерс.
Острво Велики Тјутерс је ненасељено, а једина грађевина на острвуу је светионик висине 21 метар.
Због бројних мина које су током Другог светског рата постављене у водама око острва, а које дуго ни након рата нису биле уклоњене, острво Велики Тјутерс је било познато и као „острво смрти”.